# Вардзиа (Аспиндзский муниципалитет)
Ва́рдзиа (груз. ვარძია) — село Аспиндзского муниципалитета края Самцхе-Джавахети Грузии. Расположено в долине реки Кура (Мтквари), примерно в 30 км от посёлка городского типа Аспиндза. Населено преимущественно грузинами.

## Достопримечательности
Рядом с селом расположен знаменитый пещерный монастырский комплекс XII века Вардзиа. Село также известно как бальнеологический курорт. В советские годы в селе была построена четырёхэтажная гостиница, ныне не функционирует.